# Brychius elevatus
Brychius elevatus ist ein Käfer aus der Familie der Wassertreter (Haliplidae). 

## Merkmale
Die Käfer erreichen eine Körperlänge von 4 Millimetern. Ihr Körper ist blassgelb gefärbt. Der Kopf ist schmäler als der Halsschild, beide sind dicht und fein punktförmig strukturiert. Die Deckflügel sind langgestreckt eiförmig und breiter als der Halsschild. Auf ihnen sind dunkle Punktstreifen erkennbar, der dritte Zwischenraum hat einen Längskiel, der fünfte und siebte vereinigen sich knapp vor der Mitte zu einem gemeinsamen Zwischenraum. Die Beine sind dünn, die Tarsen lang. 

## Vorkommen und Lebensweise
Die Art ist in Nord- und Mitteleuropa verbreitet. Sie kommt in Mitteleuropa nur lokal und selten vor. Die Tiere leben in langsam fließenden Bächen.